# Falling Water
Falling Water ist eine US-amerikanische Fernsehserie, die am 21. September 2016 ihre Premiere beim Sender USA Network feierte. 
Im deutschsprachigen Raum steht die komplette erste Staffel der Serie, bestehend aus 10 Folgen, seit 15. Januar 2017 bei Amazon Video zur Verfügung. Anfang April 2017 wurde die Serie für eine zweite Staffel verlängert, welche während der TV-Saison 2017/2018 ausgestrahlt wurde und nun ebenfalls bei Amazon Prime erhältlich ist.

## Inhalt
Drei sich völlig fremde Menschen stellen fest, dass sie ein und denselben Traum träumen, jeder einen Teil davon.

## Hauptdarsteller und Synchronisation
Die deutschsprachige Synchronfassung der Serie entstand bei der Berliner Synchron unter Dialogbuch und Dialogregie von Andreas Pollak.
| Schauspieler    | Charakter        | Synchronsprecher          |
| --------------- | ---------------- | ------------------------- |
| David Ajala     | Burton           | Thomas Schmuckert         |
| Lizzie Brocheré | Tess             | Svantje Wascher           |
| Will Yun Lee    | Taka             | Sebastian Christoph Jacob |
| Kai Lennox      | Woody Hammond    | Gerrit Hamann             |
| Anna Wood       | The Woman in Red | Isabelle Schmidt          |
| Zak Orth        | Bill Boerg       | Dirk Müller               |

## Rezeption
Auf Serienjunkies.de wurde die Pilotepisode mit vier von fünf Sternen bewertet. Rezensent Mario Giglio beschreibt die Serie als „nichts, wenn nicht ambitioniert und geradezu mutig durch seine bedachte Geschwindigkeit“ und zieht Vergleiche zu Mr. Robot, einer anderen Serie des Senders.